# Leszek Bobrzyk
Leszek Bobrzyk (ur. 20 lutego 1948 roku w Lublinie) – polski elektrotechnik, elektroenergetyk, automatyk i samorządowiec, prezydent Lublina w latach 1991–1994.

## Życiorys
W 1990 został wiceprezydentem Lublina, zastępując odwołanego Adama Maciąga. W 1991, po odwołaniu Sławomira Janickiego przez radę miasta, został prezydentem Lublina. Urząd sprawował do 1994. W 2002 bez powodzenia kandydował do lubelskiej rady miejskiej.
Doktor inżynier elektrotechniki w zakresie elektroenergetycznej automatyki zabezpieczeniowej. Pracownik Wyższej Szkoły Ekonomii i Innowacji w Lublinie oraz dyrektor Invest-Banku w Lublinie. Współautor książki Laboratorium zabezpieczeń elektroenergetycznych. 
Obecnie jako senior bierze udział w zawodach lekkoatletycznych (w rzucie dyskiem, a także w skoku w dal). Medalista mistrzostw świata i Europy w kategorii weteranów.